# HMAS Adelaide (LHD-01)
HMAS Adelaide (LHD-01) je vrtulníková výsadková loď Australského královského námořnictva. Jedná se o jednotku třídy Canberra.

## Stavba

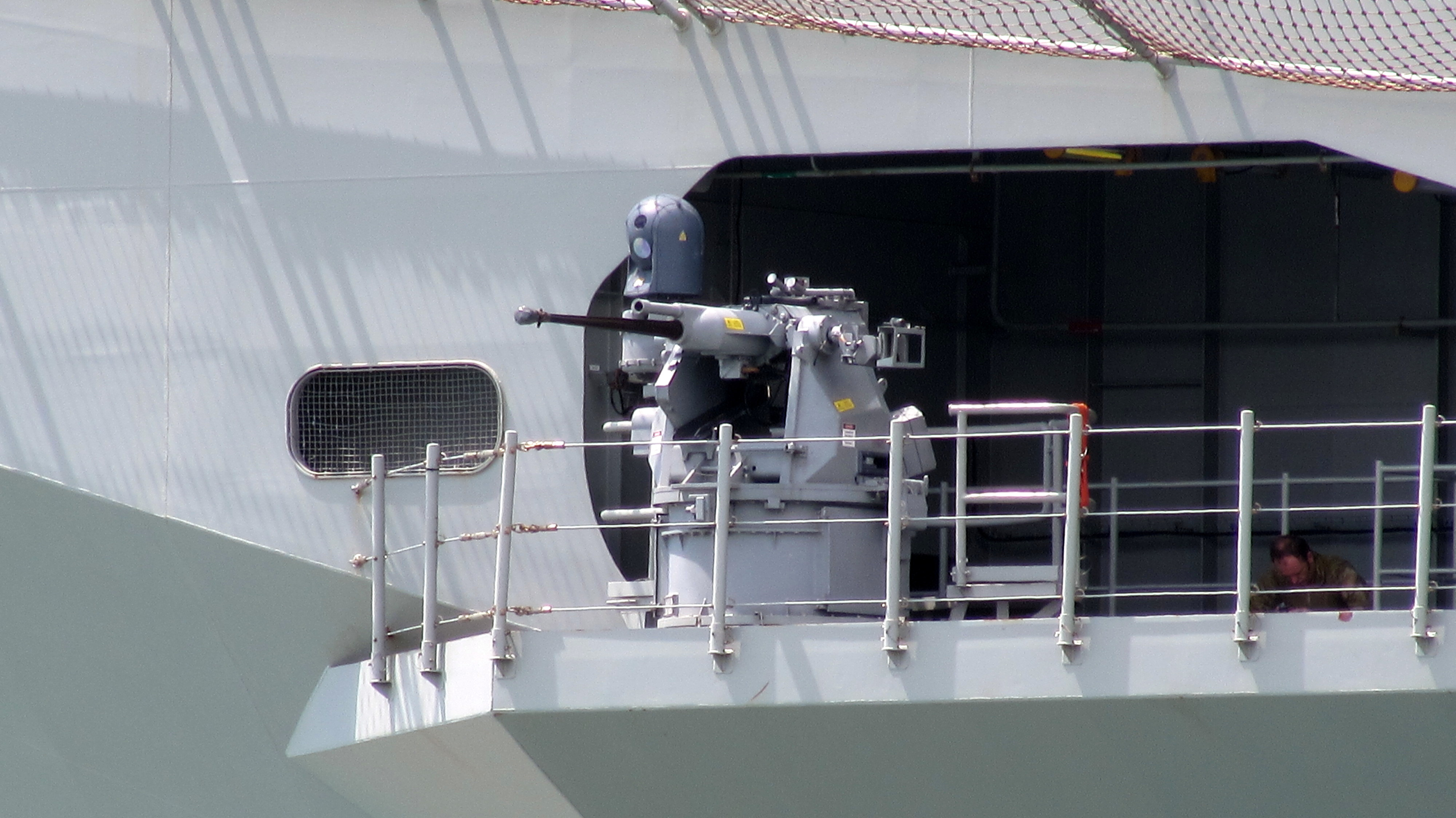
Dálkově ovládaný kanón Typhoon na Adelaide

Kýl lodi byl založen ve španělské loděnici Navantia dne 18. února 2011. 4. července 2012 byla loď spuštěna na vodu a dne 4. prosince 2015 byla Adelaide uvedena do služby.

## Konstrukce

### Výzbroj a vrtulníky
Adelaide je vyzbrojena čtyřmi izraelskými 25mm dálkově ovládanými zbraňovými systémy Typhoon a šesti americkými 25mm automatickými kanóny M242 Bushmaster. Hangár zvládne pojmout až 18 vrtulníků. Standardně ale loď provozuje pouze osm vrtulníků.

### Pozemní vojenská technika
Adelaide je pro pozemní invaze vybavena 110 vozidly a čtyřmi vyloďovacími čluny LCM-1E.

## Služba
V lednu 2022 se Adelaide zapojila do pomoci státu Tonga, který utrpěl značné škody při erupci vulkánu Hunga Tonga – Hunga Haʻapai. Na plavidle přitom došlo k závažnému výpadku elektřiny, jehož délka nebyla upřesněna.